# Schlott Gyula
Schlott Gyula (Besztercebánya, 1844. január 5. – Besztercebánya, 1903. december 13.) besztercebányai gimnáziumi tanár, eperjesi igazgató, tankerületi főigazgató, francia-magyar szótáríró.

## Élete
1866-ban tanári oklevelet szerzett és 1867-ben rendes tanár lett a besztercebányai főgimnáziumban. Latin és görög nyelvet tanított. 1879-ben tanulmányi utat tett Német- és Franciaországban, valamint Belgiumban.  1884. július 30-tól az Eperjesi Főgimnázium igazgatója lett. 1902. január 12-től szembaja miatt szabadságolták, majd októberben nyugalomba vonult. Ez alkalomból tankerületi főigazgatói címet kapott.
A Beszterczebányai kir. főgymnasiumi tanulói segélyegylet jegyzője, majd igazgatója volt. 1881-től a Budapesti Philologiai Társaság tagja. Az eperjesi Széchenyi-kör egyik szakválasztmányának elnöke volt. Tagja volt Zólyom vármegye törvényhatósági bizottságának és Besztercebánya szabad királyi város képviselőtestületének.
Tanítványa volt többek között Svetozár Hurban-Vajanský szlovák író.

## Művei
- 1873 Az aeoli dialektus sajátságairól. A beszterczebányai kir. főgymnasium Értesítője
- 1878 Franczia olvasókönyv gymnasiumok és reáliskolák használatára. Jegyzetekkel ellátva. Budapest. (2. kiadás 1889.)
- 1880 Franczia-magyar szótár. Franczia olvasókönyvéhez. Budapest.